# Tetlin (Alaska)
Tetlin es un lugar designado por el censo ubicado en el Área censal de Southeast Fairbanks en el estado estadounidense de Alaska. En el Censo de 2010 tenía una población de 127 habitantes y una densidad poblacional de 0,71 personas por km².

## Geografía
Tetlin se encuentra en las coordenadas 63°10′0″N 142°33′16″O / 63.16667, -142.55444. Según la Oficina del Censo de los Estados Unidos, Tetlin tiene una superficie total de 179.04 km², de la cual 175.68 km² corresponden a tierra firme y (1.88%) 3.36 km² es agua.

## Demografía
Según el censo de 2010, había 127 personas residiendo en Tetlin. La densidad de población era de 0,71 hab./km². De los 127 habitantes, Tetlin estaba compuesto por el 6.3% blancos, el 0% eran afroamericanos, el 89.76% eran amerindios, el 0% eran asiáticos, el 0% eran isleños del Pacífico, el 0% eran de otras razas y el 3.94% pertenecían a dos o más razas. Del total de la población el 2.36% eran hispanos o latinos de cualquier raza.